# Derek Meech
Derek Meech, född 21 april 1984 i Winnipeg, är en kanadensisk före detta ishockeyspelare som bland annat spelade för Detroit Red Wings, Winnipeg Jets och HK Dinamo Minsk.

## Spelarkarriär
Meech spelade juniorhockey för Red Deer Rebels i Western Hockey League där han bildade lagets första backpar tillsammans med Dion Phaneuf. Den 23 juni 2002 valdes han av Detroit Red Wings som 229:e spelare totalt i NHL Entry Draft 2002.
Meech gjorde sin NHL-debut den 7 december 2006 i Joe Louis Arena mot St. Louis Blues. Han spelade i fyra NHL-matcher och tillbringade resten av säsongen 2006-07 i Grand Rapids Griffins i American Hockey League. Sex mål och 23 assist (29 poäng) på 67 matcher gav Meech en plats i ligans all star-lag.

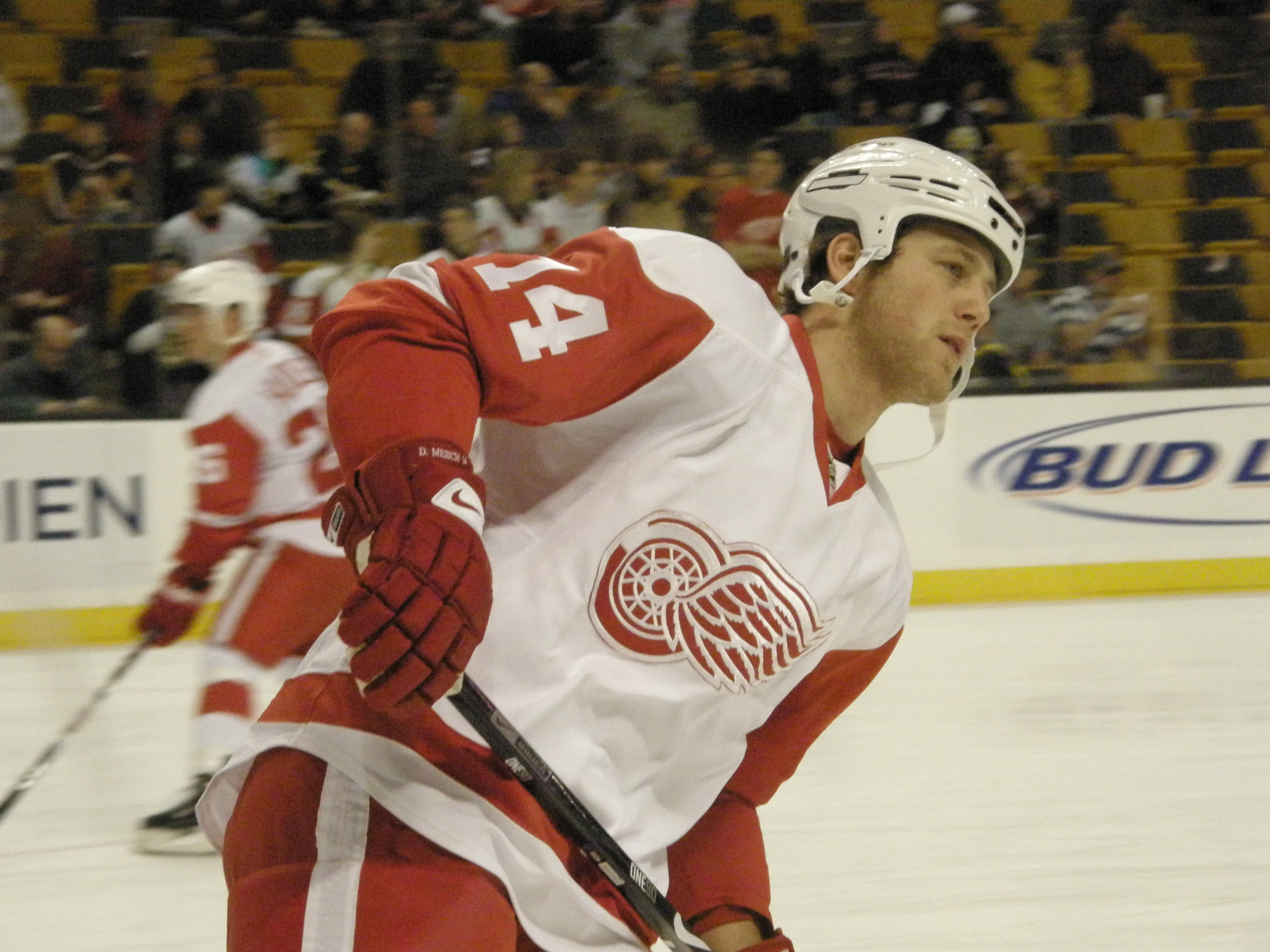
Derek Meech i Detroit Red Wings.

Meech togs ut i Red Wings slutgiltiga trupp under träningslägret inför säsongen 2007-08. Att han skulle ha hamnat på waivers om han skickats till farmarligorna spelade in i klubbens beslut. 
Under 2008 utsågs Meech till "Detroit Red Wings Rookie of the Year" av Detroit Sports Broadcasters' Association för sitt spel under säsongen 2007-08. Meech användes ibland som vänsterforward och hans mångsidighet i att spela både forward och back har lett till extra speltid. Trots att han nådde upp till kravet på minst 40 matcher (Meech spelade endast 32) och inte en minut i slutspelet fick Meech hans namn ingraverat på Stanley Cup, på grund av en lyckad begäran till NHL av Detroit Red Wings organisation.
Meech gjorde sitt första mål i NHL med Detroit Red Wings den 4 december 2008 på Curtis Sanford i Vancouver Canucks.
Den 8 september 2010 placerades Meech på waivers från Red Wings. Efter att inte ha blivit upplockad av något lag skickades Meech till Griffins för säsongen 2010-11. Den 1 juli 2011 tecknade Meech ett tvåvägskontrakt med Winnipeg Jets. Meech spelade bara två matcher i Jets under säsongen 2011-12, en säsong som präglades till stor del av skador. På dagen ett år senare förlängde han tvåvägskontraktet med Jets med ytterligare ett år.
Den 14 juli 2013 undertecknade Meech sitt första kontrakt med en europeisk klubb när han som free agent anslöt till HK Dinamo Minsk i Kontinental Hockey League. Meech spelade 23 matcher med Dinamo Minsk innan han ömsesidigt befriades från sitt kontrakt. Han återvände till Nordamerika och den 6 januari 2014 undertecknade han för resten av säsongen med Texas Stars i AHL. Med 10 mål och 35 poäng på 63 matcher under säsongen blev Meech poängbästa back i laget.
Den 6 maj 2015 återvände Meech till Europa och skrev ett tvåårskontrakt med Malmö Redhawks i SHL.